# Bäckaskog
Bäckaskog est une localité suédoise dans la commune de Kristianstad en Scanie.
Sa population était de 59 habitants en 2019.